# Pseudophoxinus egridiri
Espèce
Synonymes
- Phoxinellus egridiri Karaman, 1972[2] [3]

Statut de conservation UICN

 EN B1ab(i,ii,iii,iv,v)+2ab(i,ii,iii,iv,v) : En danger
Pseudophoxinus egridiri (Eğirdir minnow ou Yag Baligi en anglais) est un poisson d'eau douce de la famille des Cyprinidae.

## Répartition
Pseudophoxinus egridiri est endémique du bassin du lac d'Eğirdir en Turquie. Cette espèce voit sa population fortement diminuer depuis 1955 à la suite de l'introduction du sandre. Elle subit également la pression d'autres poissons prédateurs mais aussi l'impact du changement climatique (baisse du niveau d'eau).

## Description
La taille maximale de Pseudophoxinus egridiri est inférieure à 61 mm.

## Étymologie
Son nom spécifique, egridiri, lui a été donné en référence à sa localité type, le lac Eğridir, désormais orthographié Eğirdir.

## Publication originale
- Karaman, 1972 : Süßwasserfische der Türkei. 9. Teil. Revision einiger kleinwüchsiger Cyprinidengattungen Phoxinellus, Leucaspius, Acanthobrama usw. aus Südeuropa, Kleinasien, Vorder-Asien und Nordafrika. Mitteilungen aus dem Hamburgischen Zoologischen Museum und Institut, vol. 69, n. 5, p. 115-155[7].